# Hoofdklasse hockey dames 1983/84
Het seizoen 1983/84 is de 3de editie van de dameshoofdklasse waarin onder de KNHB-vlag om het landskampioenschap hockey werd gestreden. 
In het voorgaande seizoen zijn Nijmegen en Bloemendaal gedegradeerd. Hiervoor kwamen Union en Forward in de plaats.
Amsterdam werd landskampioen, nieuwkomers Union en Forward degradeerden rechtstreeks. 

## Eindstand
Na 22 speelronden was de eindstand:
| #  | Club         | GS | W  | G | V  | P  | DV      | DT      | DS  |
| -- | ------------ | -- | -- | - | -- | -- | ------- | ------- | --- |
| 1  | Amsterdam    | 22 | 19 | 1 | 2  | 39 | 66 - 25 | 66 - 25 | +41 |
| 2  | Hilversum    | 22 | 17 | 2 | 3  | 36 | 56 - 20 | 56 - 20 | +36 |
| 3  | HGC          | 22 | 16 | 3 | 3  | 35 | 65 - 17 | 65 - 17 | +48 |
| 4  | EMHC         | 22 | 11 | 5 | 6  | 27 | 47 - 24 | 47 - 24 | +23 |
| 5  | Upward       | 22 | 11 | 2 | 9  | 24 | 33 - 30 | 33 - 30 | +3  |
| 6  | Oranje Zwart | 22 | 7  | 5 | 10 | 19 | 23 - 30 | 23 - 30 | -7  |
| 7  | MOP          | 22 | 7  | 4 | 11 | 18 | 28 - 39 | 28 - 39 | -11 |
| 8  | Were Di      | 22 | 5  | 8 | 9  | 18 | 29 - 41 | 29 - 41 | -12 |
| 9  | GHBS         | 22 | 5  | 8 | 9  | 18 | 16 - 31 | 16 - 31 | -15 |
| 10 | HDM          | 22 | 6  | 5 | 11 | 17 | 22 - 33 | 22 - 33 | -11 |
| 11 | Union        | 22 | 2  | 2 | 18 | 6  | 14 - 35 | 14 - 35 | -21 |
| 12 | Forward      | 22 | 2  | 2 | 18 | 6  | 16 - 70 | 16 - 70 | -54 |

### Legenda
| Afk.      | Betekenis                                               |
| --------- | ------------------------------------------------------- |
| GS        | aantal gespeelde wedstrijden                            |
| W         | aantal gewonnen wedstrijden                             |
| G         | aantal gelijk gespeelde wedstrijden                     |
| V         | aantal verloren wedstrijden                             |
| P         | totaal aantal punten                                    |
| DV        | aantal gemaakte doelpunten                              |
| DT        | aantal doelpunten tegen                                 |
| DS        | doelsaldo                                               |
| Amsterdam | Amsterdam en HGC plaatsen zich voor de Europacup I 1985 |
| Union     | Union en Forward zijn rechtstreeks gedegradeerd         |

Nederlands landskampioenschap

1921/22 ·
1922/23 ·
1923/24 ·
1924/25 ·
1925/26 ·
1926/27 ·
1927/28 ·
1928/29 ·
1929/30 ·
1930/31 ·
1931/32 ·
1932/33 ·
1933/34 ·
1934/35 ·
1935/36 ·
1936/37 ·
1937/38 ·
1938/39 ·
1939/40 ·
1940/41 ·
1941/42 ·
1942/43 ·
1943/44 ·
1944/45 ·
1945/46 ·
1946/47 ·
1947/48 ·
1948/49 ·
1949/50 ·
1950/51 ·
1951/52 ·
1952/53 ·
1953/54 ·
1954/55 ·
1955/56 ·
1956/57 ·
1957/58 ·
1958/59 ·
1959/60 ·
1960/61 ·
1961/62 ·
1962/63 ·
1963/64 ·
1964/65 ·
1965/66 ·
1966/67 ·
1967/68 ·
1968/69 ·
1969/70 ·
1970/71 ·
1971/72 ·
1972/73 ·
1973/74 ·
1974/75 ·
1975/76 ·
1976/77 ·
1977/78 ·
1978/79 ·
1979/80 ·
1980/81
Hoofdklasse dames

1981/82 · 
1982/83 · 
1983/84 · 
1984/85 · 
1985/86 · 
1986/87 · 
1987/88 · 
1988/89 · 
1989/90 · 
1990/91 · 
1991/92 · 
1992/93 · 
1993/94 · 
1994/95 · 
1995/96 · 
1996/97 · 
1997/98 · 
1998/99 · 
1999/00 · 
2000/01 · 
2001/02 · 
2002/03 · 
2003/04 · 
2004/05 · 
2005/06 · 
2006/07 · 
2007/08 · 
2008/09 · 
2009/10 · 
2010/11 · 
2011/12 · 
2012/13 ·
2013/14 ·
2014/15 ·
2015/16 ·
2016/17 ·
2017/18 ·
2018/19 ·
2019/20 ·
2020/21 ·
2021/22 ·
2022/23 ·
2023/24 ·
2024/25 ·
Nederlandse competities: Hoofdklasse (zaal) · Promotieklasse · Overgangsklasse · Eerste klasse · Tweede klasse · Derde klasse · Vierde klasse · Gold Cup · Silver Cup

Nederlands kampioenschap: Lijst van Nederlandse landskampioenen hockey · Lijst van Nederlandse landskampioenen zaalhockey

Europese competities: Euro Hockey League · Europacup I · Europa Cup II · Europacup zaalhockey